# Heiligenberg (Heyen)
Der Heiligenberg ist eine frühmittelalterliche Wallburg an der Weser 1 km südöstlich der Gemeinde Heyen im niedersächsischen Landkreis Holzminden.
Der Ringwall auf dem Heiligenberg erscheint nicht in der historischen Überlieferung. Er lässt sich lediglich durch sehr spärliche Lesefunde ungefähr in das 8. bis 10. Jahrhundert datieren. Auffallend ist die Sichtbeziehung zum  960 gegründeten Kloster Kemnade und dem dortigen Weserübergang.

## Beschreibung

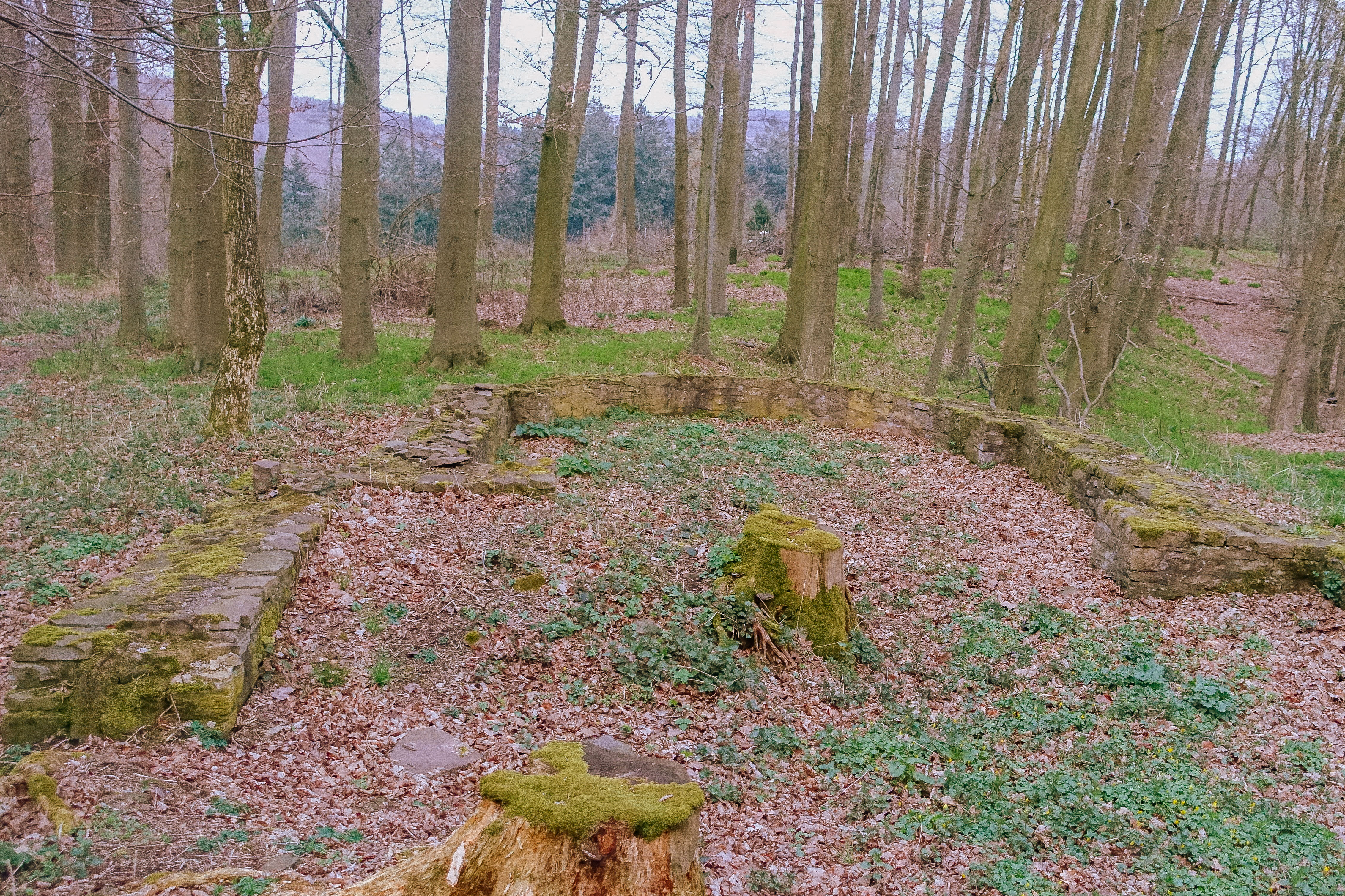
Die Grundmauern der Kapelle am Heiligenberg

Der Ringwall liegt auf einer Kuppe des „Heiligen Berges“, die nach Nordosten und nach Südwesten zur Weser steil abfällt. Eine ovale Fläche von 83 × 75 m Größe ist von einem Wall aus Sandsteinplatten und einem vorgelagerten Graben umgeben, die in den Bereichen ohne Steilhang am deutlichsten ausgeprägt sind. Die Basisbreite des Walles beträgt max. 8 m, die Höhe noch max. 2 m. Streckenweise ist er nur noch als Böschungskante erkennbar. Der Graben ist 6 bis 8 m breit und ca. 1 m tief und setzt am Steilhang im Südwesten aus. Der Wall ist durch Manöverschanzlöcher und einen Steinbruch gestört. Zudem schneidet ein Forstweg in Ost-West-Richtung durch die Anlage, seine Walldurchbrüche könnten aber die alten Tordurchlässe markieren. Nordöstlich der Befestigung war früher noch ein mittlerweile verschwundener, halbkreisförmiger Vorwall aus mit Lehm zusammengehaltenen Sandsteinbrocken vorhanden. Über die Innenbebauung ist mangels archäologischer Untersuchungen nichts bekannt.
200 m nordwestlich der Wallburg steht die Ruine einer im Kern wohl im 11. Jahrhundert errichteten Kapelle, die dem Kloster Kemnade gehörte. Es ist unbekannt, ob ein Zusammenhang zwischen ihr und dem Ringwall besteht.